# Otomar Sláma
Otomar Sláma (* 7. srpna 1988 Praha) je český manažer v oblasti technologického transferu a krizového řízení, do února 2025 předseda správní rady dceřiné společnosti Univerzity Karlovy Charles University Innovations Prague, do listopadu 2024 člen kolegia rektorky Univerzity Karlovy, ze kterého odstoupil po mediální kauze, a podnikatel, filantrop. Českou manažerskou asociací byl oceněn jako TOP 10 manažer roku 2021 a stal se vítězem kategorie Mladý manažerský talent 2021.

## Vzdělání
Je absolventem Metropolitní univerzity Praha v oboru International Relations and European Studies. Získal také titul MBA v oboru podnikání a MPA v oboru výzkumu, vývoje a inovací. Jako druhý Čech je také držitelem titulu RTTP (Registered Technology Transfer Professional), který mu byl udělen Asociací evropských odborníků pro transfer vědy a technologií (ASTP). V současné době se věnuje studiu doktorského studijního programu na fakultě Bezpečnostního inženýrství Vysoké školy báňské – Technické univerzity Ostrava.

## Profesní působení
V letech 2016 až 2018 působil jako zástupce ředitele Centra pro přenos poznatků a technologií Univerzity Karlovy. Od června 2018 byl ředitelem první české univerzitní transferové dceřiné společnosti Charles University Innovations Prague. Po přeměně CUIP na akciovou společnost se stal jejím předsedou správní rady. 
Od roku 2023 působil také jako člen kolegia rektorky Univerzity Karlovy pro znalostní a technologický transfer. Mezi jeho hlavní agendy spadal transfer znalostí a technologií, akademické spin-off společnosti, komercializace výsledků vědy a výzkumu, problematika ochrany duševního vlastnictví, inovace a podpora podnikavosti. Na členství v kolegiu nuceně rezignoval v listopadu 2024 kvůli střetu zájmů.
Po tragických událostech na Filozofické fakultě Univerzity Karlovy v prosinci 2023 se stal vedoucím Ústředního krizového štábu Univerzity Karlovy a řídí Bezpečnostní odbor Univerzity Karlovy.
Věnuje se rozvoji českého technologického transferu jednak svým profesionálním působením a jednak svou rozsáhlou přednáškovou činností na Univerzitě Karlově i mimo ni.
Od roku 2021 působí také jako prokurista spin-off společnosti Univerzity Karlovy GeneSpector Innovations a spolujednatel americké odnože této společnosti GeneSpector Innovations USA. Po fúzi společností GeneSpector Innovations a GeneSpector v roce 2023 nadále působí jako prokurista GeneSpector. Dále také působil jako člen dozorčích rad společností LAM-X a GeneSpector.
Mimo akademické prostředí se věnuje podnikání v oblasti bezpečnosti ve společnostech Forteco Solutions a Crowd Safety.
Nad rámec své profesní činnosti se věnuje také charitativním projektům v rámci Nadačního fondu Lidé Lidem, který se zaměřuje na širokou podporu charitativních nadací a neziskových organizací.

## Soukromý život
Je ženatý a s manželkou Lucií Slámovou mají syna Maxmiliána a dceru Viktorii.